# Kamenec (dopływ Topli)
Kamenec – rzeka we wschodniej Słowacji, lewy dopływ Topli w zlewisku Morza Czarnego. Długość - 21 km.
Źródła Kamenca znajdują się na wysokości 685 m n.p.m. na północno-wschodnich stokach szczytu Jaworzyny Konieczniańskiej w Beskidzie Niskim i na przyległym fragmencie głównego grzbietu wododziałowego Karpat. Spływa początkowo w kierunku południowo-wschodnim głęboką, lecz szeroką doliną pomiędzy grzbietem Jaworzyny Konieczniańskiej i odcinkiem wspomnianego grzbietu wododziałowego z Beskidkiem. Przed wsią Becherov skręca na południowy zachód, następnie we wsi Chmeľová, gdzie przyjmuje prawostronny dopływ Regetovská voda - na południe. Płynie teraz przez część Beskidu Niskiego, zwaną górami Busov, zostawiając po lewej (wschodniej) stronie zaliczany do nich Smilniansky vrch. Przepływa przez Zborov położony w niewielkiej Kotlinie Zborowskiej, gdzie przyjmuje lewobrzeżny dopływ Rakovec oraz prawobrzeżny dopływ o nazwie Rosucká voda, po czym tworzy odcinek wąskiej doliny, odcinający po lewej (wschodniej) stronie masyw Jedliny (620 m n.p.m.). Przepływa pod zamkiem Makowica Zborowska, po czym poniżej zabudowań dawnej wsi Dlhá lúka (obecnie dzielnica Bardejowa) przyjmuje kolejny dopływ prawostronny - Bardejovský potok. Tu wypływa na Pogórze Ondawskie i wkrótce na wysokości ok. 260 m n.p.m. uchodzi do Topli w Bardejowie.